# Holomelaena phaeopasta
Holomelaena phaeopasta là một loài bướm đêm trong họ Noctuidae.